# Liste der Kardinalskreierungen Hadrians II.
Papst Hadrian II. (867–872) kreierte während seines Pontifikates elf Kardinäle.

## 868
- Donato, Kardinalbischof von Ostia, † 870

## 869
- Tedone, Kardinalbischof von Silvia Candida oder Santa Rufina, † nach 872
- Paolo, Kardinalbischof von Albano, † vor 898

## 872
- Leone, Kardinalbischof von Silvia Candida oder Santa Rufina, † vor 879
- Benedetto, Kardinalpriester von Santa Balbina all’Aventino, † ?
- Germano, Kardinalpriester von Santi Giovanni e Paolo, † ?
- Giovanni, Kardinalpriester von Santa Cecilia in Trastevere, † ?
- Giovanni, Kardinalpriester von San Crisogono, † ?
- Paolo, Kardinaldiakon der Katholischen Kirche, † ?
- Leone, Kardinaldiakon der Katholischen Kirche, † ?

## Unbekanntes Datum
- Pietro, Kardinalpriester von ?, † ?